# ガンダムコンクエスト
『ガンダムコンクエスト』は、バンダイナムコエンターテインメントがスマートフォンおよびタブレットPC向けに配信する、『ガンダムシリーズ』を題材にしたオンラインウォー・シミュレーションゲームアプリ。開発・運営はセガゲームスセガネットワークスカンパニー（旧・セガネットワークス）が担当する。
2018年10月29日をもってサービス終了。

## ゲーム内容
ガンダムシリーズとKingdom Conquestのコラボレーション作品であり、ガンダムの世界観にKingdom Conquestのゲームシステムを組み入れている。ゲームモードは大まかに次の3種類に分かれている。
戦争
4勢力が一堂に会し、エリア支配権を賭けて戦う。最大800人同時対戦が可能。ブルー(地球連邦軍、リガ・ミリティアなど)、グリーン(ジオン公国、ザンスカール帝国など)、アクア(地球連合軍、アロウズなど)、パープル(ザフト、ソレスタルビーイングなど)の全勢力で戦う。
内政
所謂リアルタイムストラテジーで、プレイヤー自身がコロニーを保有し、生産設備や施設を建設しながら発展させていく。ガンダムジオラマフロントに近い。
アクション
自分でユニットを動かし、最大4人同時協力プレイが可能。機動戦士ガンダムオンラインに近い。

## コンシューマ版
『ガンダムコンクエストV』のタイトルでPlayStation Vita版が2015年7月28日より配信。2016年7月28日をもってサービス終了。

## 開発
バンダイナムコエンターテインメントの川嶋康師は、2014年3月から担当者として本作にかかわり、のちにプロデューサーを務めた。
木原卓は2014年8月に開発チーム入りし、2017年6月中旬まで開発ディレクターとして品質管理を担当したのち、ディレクターの座を退いた。

### 参戦作品・機体の選出
本作の開発にあたり、勢力ごとに時代を追って機体を追加する方針が立てられているほか、設計面ではどの機体も1年以上使えるよう注意が払われており、のちのアップデート等で強化されることを想定して設計された機体も存在する。
また、パラメーター数値のインフレーションを起こすと長く遊ぶことができなくなるため、新しいレアリティの追加など数値のインフレーションを起こすようなことは避けられている。
たとえば、シーズン11で追加されたバディシステムは、何かを犠牲にしてスキルを強化するというシステムになっている。

### 広報
他社のスマートフォン向けアプリのように「○○をやってみた」という内容のCMを本作でも出そうということになったものの、あまりにもゲームの内容が奥深いため一言で表すことができず、2015年2月からファミ通に連載企画『熱闘！ガンコン道場』が掲載された。『熱闘！ガンコン道場』に登場する川西ゆうこ、甘莉花奈子、そして鈴木南名子の3人はいずれも本作のプレイヤーでもある。
闘技場-対戦の機能が実装された時点でユーザー間の大会が開かれており、開発チーム内でも大会が開かれていたことから、公式選手権「ガンコン王選手権」が実施された。

## 反響
川嶋は2017年12月のファミ通とのインタビューの中で、自分たちのたてた「今ある客様を大事にする」という方針がユーザーに受け入れられたから4周年を迎えることができたのではないかと述べている。
本作は難易度の高さからユーザーの年齢層は他のスマートフォン向けアプリよりも高く、当時『機動戦士ガンダム』を視聴していた30～40代のユーザーが多い。また、『ガンダム』には詳しくないがゲーム性を気に入るユーザーも存在する。